# Pelophryne brevipes
Espèce
Synonymes
- Hylaplesia brevipes Peters, 1867

Statut de conservation UICN

 LC  : Préoccupation mineure
Pelophryne brevipes est une espèce d'amphibiens de la famille des Bufonidae.

## Répartition
Cette espèce est endémique des Philippines. Elle se rencontre dans les îles de Mindanao et Basilan.
Les spécimens de la péninsule Malaise, de Singapour et d'Indonésie de Sumatra, des Mentawai et des Natuna appartiennent à une autre espèce, peut-être Pelophryne signata.

## Description
L'holotype mesure 18 mm.

## Publication originale
- Peters, 1867 : Herpetologische Notizen. Monatsberichte der Königlichen Preussischen Akademie der Wissenschaften zu Berlin, vol. 1867, p. 13-37 (texte intégral).